# Следы на асфальте (мультфильм)
«Следы на асфальте» — советский рисованный мультипликационный фильм 1964 года, поставленный режиссёром Вячеславом Котёночкиным и сценаристом Владимиром Даниловым.

## Сюжет
Ранним воскресным утром мальчик Вова берёт свой велосипед, чтобы на нём покататься по городу. Перед уходом из дома Вова запирает дверь на ключ и оставляет своего маленького щенка стеречь дом, после чего уезжает.
Наступает вечер. Обеспокоенный тем, что Вова так и не вернулся домой, щенок встречает соседского пса Барбоса и рассказывает ему о том, что его хозяин пропал. На улице они находят следы велосипеда мальчика, по которым можно понять, что с Вовой случилось утром. След велосипеда выводит собак на проезжую часть, где хозяин щенка постоянно нарушал правила дорожного движения. Он цеплялся за проезжающие мимо него грузовики, ехал и не обращал внимания на дорожные знаки, а также не пропускал машины. У тротуара щенок находит велосипедный звонок. Сначала он думает, что его хозяин попал под колёса транспорта и погиб, а затем находит следы Вовы, который просто упал с велосипеда. В парке Вова всех распугал, а по улице ехал, не держась за руль.
На перекрёстке случается авария. В Вову врезались одновременно и самосвал, и легковой автомобиль. После этого пострадавшего велосипедиста увезла скорая помощь.
Щенок и Барбос прибегают в больницу и в одной из палат находят забинтованного с головы до ног Вову, лежащего на койке. Мальчик замечает щенка через окно и улыбается ему. Барбос возвращается домой, в то время как щенок решает дождаться хозяина и засыпает возле входа в больницу.

## Создатели
| Автор сценария            | Владимир Данилов                                                                                   |
| Режиссёры                 | Вячеслав Котёночкин, Владимир Данилов                                                              |
| Художники-постановщики    | Вячеслав Котёночкин, Гелий Аркадьев                                                                |
| Композитор                | Никита Богословский                                                                                |
| Оператор                  | Елена Петрова                                                                                      |
| Звукооператор             | Георгий Мартынюк                                                                                   |
| Стихи                     | Сакко Рунге, Александра Кумма                                                                      |
| Художники-мультипликаторы | Владимир Крумин, Юрий Бутырин, Вячеслав Котёночкин, Владимир Зарубин, Борис Чани, Елизавета Комова |
| Роли озвучивали           | Александр Баранов — пёс Клара Румянова, Юрий Хржановский — щенок                                   |
| От автора                 | Иван Любезнов                                                                                      |

## Производство
Мультфильм стал первой самостоятельной работой Вячеслава Котёночкина, режиссёра «Ну, погоди!». По сюжету, щенок Кудряш и пёс Барбос искали двенадцатилетнего велосипедиста Вову — юного хозяина Кудряша. По следам они узнают, что мальчик ехал на своём велосипеде, нарушая ПДД, и угодил в больницу, из-за того, что попал в ДТП. Однако первый сюжет кардинально отличался. По сценарию, хозяина Кудряша звали Толей, который в летний день решил покататься на велосипеде, когда родители ушли в гости. Также первоначально Барбос не думал, что Толя такой хороший. Также сцена в парке должна была быть короче привычной. Момент, где показано, что днём в велосипед мальчика врезались самосвал и автомобиль, мог быть иным: в сцене могла появиться груда поломанных автомашин, из-под которой высовывались ноги десятилетнего Толи.
В качестве декораций мультфильма были задействованы кадры, отснятые на киноплёнку, что стало новаторством в изготовлении фонов для мультфильмов.

## Награды
- 1967 — IV МКФ фильмов соцстран по охране труда, Будапешт — Серебряная медаль в категории кукольных и рисованных фильмов.